# Beuxes
Beuxes – miejscowość i gmina we Francji, w regionie Nowa Akwitania, w departamencie Vienne.
Według danych na rok 1990 gminę zamieszkiwało 420 osób, a gęstość zaludnienia wynosiła 38 osób/km² (wśród 1467 gmin regionu Poitou-Charentes Beuxes plasuje się na 612. miejscu pod względem liczby ludności, natomiast pod względem powierzchni na miejscu 777.).